# Uz (Bibel)
Uz (hebräisch עוּץ, altgriechisch Ως Ōs) ist im Alten Testament der Name jenes Landes, in dem die biblische Gestalt Ijob (auch Hiob o. Job) wohnte (Ijob 1,1 ). Das Land Uz wird außer im Buch Ijob noch in Jer 25,20  und in Klgl 4,21  erwähnt. Darüber hinaus werden in der Bibel vier Personen mit dem Namen Uz erwähnt.

## Land Uz
Wo genau sich Uz befand, ist unbekannt. Zwei Lokalisierungen werden in der Forschung hauptsächlich diskutiert: Edom, das Gebiet östlich des südlichen Teils der Jordansenke und Aram in der Nähe des Zweistromlandes.
Unabhängig davon muss es für die Feinde Ijobs (z. B. Chaldäer) erreichbar gewesen sein.

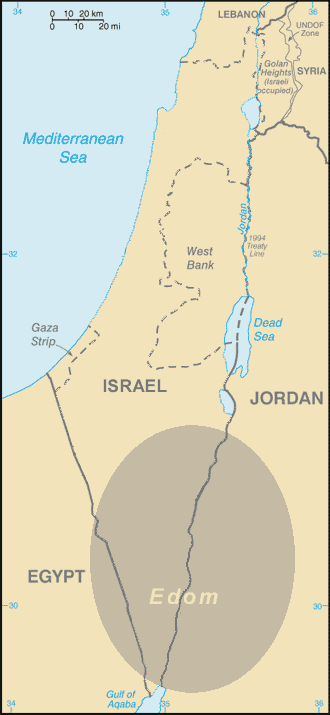
Ungefähre territoriale Ausdehnung des Stammesverbandes, in der späten Eisenzeit im Lande Uz (=Edom); eine der Hypothesen

Auch gemäß dem Theologen Siegfried Zimmer liegt Uz außerhalb Israels, im Grenzgebiet des heutigen Jordanien zu Saudi-Arabien. Damit ist klar, dass es sich bei Ijob nicht um einen Israeliten handelt, er gehörte nicht zum auserwählten Bundesvolk und war aus israelitischer Sicht ein „Heide“.
Auch der Name Ijob (deutsch auch: Hiob) deutet auf eine nicht-israelitische Herkunft hin: Der Name kommt in Israel nicht vor, ist aber in Israels Nachbargebieten einer der häufigsten Namen.
Da Ijob im Verlaufe der Geschichte als ein Vorbild dargestellt wird (“Auf der Erde gibt es keinen zweiten wie ihn. Er ist mir aufrichtig und vollständig ergeben”, 1,8 ), ist also der beste Jahwe-Verehrer ein Nicht-Israelit. Die Verortung der Geschichte im Lande Uz und Ijobs Namensgebung könnten demnach auf viele Leser im alten Israel provozierend gewirkt haben.

## Uz als Personenname

### Uz, Sohn Arams
Als Personen- und Stammesname bezeichnet Uz nach (Gen 10,23 ) den erstgeborenen Sohn Arams und Enkel Sems. Seine Brüder heißen Hul, Geter und Masch. Uz gilt als Namensgeber eines aramäischen Stammes. Der Abschnitt der Völkertafel Gen 10,22–23 , in dem Uz und seine Brüder erwähnt werden, gehört der Priesterschrift an.
Der muslimische Gelehrte Ibn Kathīr identifiziert mit Uz den Vater des ʿAd. Dieser ist der Stammvater des im Koran erwähnten Volkes ʿĀd.

### Uz, Sohn Nahors
Uz heißt auch der erstgeborene Sohn von Abrahams Bruder Nahor (Gen 22,21 ). Seine Mutter hieß Milka und seine Brüder Bus, Kemuël, Kesed, Haso, Pildasch, Jidlaf und Betuël. Seine von Rëuma geborenen Halbbrüder sind Tebach, Gaham, Tahasch und Maacha.

### Uz, Sohn Dischans
Weiter ist Uz der erstgeborene Sohn des Häuptlings der Horiter Dischan (Gen 36,28 ) bzw. Dischon (1 Chr 1,42 ) und Enkel Esaus. Sein Bruder heißt Aran.

### Uz, Vater Meraris
Schließlich ist Uz im Buch Judit der Vater Meraris und Großvater der Hauptperson dieses Buches (Jdt 8,1 ).